# Pierre Mignoni
Pierre Mignoni (Tolone, 28 febbraio 1977) è un ex rugbista a 15 e allenatore di rugby a 15 francese, già mediano di mischia, dal 2022 tecnico del Tolone.

## Biografia
Cresciuto nel Tolone, con il club della sua città natale esordì in campionato nel 1996; trasferitosi al Béziers per una stagione, conobbe nel 1997 l'esordio internazionale, nel corso dei test di fine anno, contro l'Argentina.
Fu selezionato dal C.T. Skrela nella rosa che prese parte alla Coppa del Mondo di rugby 1999 in Galles, nel quale la Francia raggiunse la finale, poi persa contro l'Australia.
Di nuovo al Tolone nel 1999/2000, passò una stagione al Dax e, dal 2001 al 2003, fu ingaggiato di nuovo da una sua ex squadra, il Béziers.
Dal 2002 (anno del Sei Nazioni vinto con il Grande Slam) al 2005 non ebbe più esperienze internazionali, e si dedicò all'attività di club nel Montferrand, poi divenuto Clermont-Auvergne.
Tornato a vestire la maglia blu della Francia nel 2005, vinse il Sei Nazioni 2006; un anno più tardi vinse il suo primo trofeo di club, l'European Challenge Cup con il Clermont, battendo in finale gli inglesi del Bath.
Prese quindi parte alla Coppa del Mondo di rugby 2007 in Francia, nella quale disputò 3 incontri, l'ultimo dei quali, la finale per il 3º posto persa contro l'Argentina, è tuttora l'incontro internazionale più recente disputato da Mignoni.
Alla fine della stagione 2010-11 ha deciso di porre termine alla sua carriera agonistica; a seguito di ciò, il club gli ha offerto l'incarico di allenatore della tre quarti a partire dal campionato successivo.

## Palmarès

### Giocatore
- Challenge Cup: 1
Clermont-Auvergne: 2006-07

### Allenatore
- Challenge Cup: 2
Lione: 2021-22
Tolone: 2022-23